# Corea Super Prix
El Corea Super Prix fue una carrera de Fórmula 3 celebrada anualmente en las calles de Changwon, Corea del Sur, entre 1999 y 2003. El evento disfrutó de un breve éxito como evento hermano para complementar el Gran Premio de Macao que finaliza la temporada. antes de ser reemplazado en 2004 con el Super Prix de Baréin único en última instancia en el Circuito Internacional de Baréin.
El Corea Super Prix debía regresar en 2010, en el nuevo Circuito Internacional de Corea, pero esto fue cancelado debido a "un tecnicismo legal con el circuito" que surgió solo unas semanas antes. la carrera debía correr.

## Resultados
| Año       | Campeón             | Subcampeón          | Tercer Lugar        | Pole position       | Vuelta más rápida   |
| --------- | ------------------- | ------------------- | ------------------- | ------------------- | ------------------- |
| 1999      | Darren Manning      | Jenson Button       | Benoît Tréluyer     | Darren Manning      | Darren Manning      |
| 2000      | Narain Karthikeyan  | Tiago Monteiro      | Gianmaria Bruni     | Narain Karthikeyan  | ??                  |
| 2001      | Jonathan Cochet     | Andy Priaulx        | Benoît Tréluyer     | Jonathan Cochet     | ??                  |
| 2002      | Olivier Pla         | Takashi Kogure      | Kosuke Matsuura     | Olivier Pla         | Bruce Jouanny       |
| 2003      | Richard Antinucci   | Robert Doornbos     | Nelson Piquet, Jr.  | Lewis Hamilton      | James Courtney      |
| 2004-2009 | evento no realizado | evento no realizado | evento no realizado | evento no realizado | evento no realizado |
| 2010      | evento cancelado    | evento cancelado    | evento cancelado    | evento cancelado    | evento cancelado    |

### Super Prix de Baréin
| Año  | Campeón        | Subcampeón   | Tercer Lugar | Pole position | Vuelta más rápida |
| ---- | -------------- | ------------ | ------------ | ------------- | ----------------- |
| 2004 | Lewis Hamilton | Nico Rosberg | Jamie Green  | Jamie Green   | Jamie Green       |